# Jean Antoine Villemin
Jean-Antoine Villemin (1827-1892) fue un médico francés que demostró en 1869 que la tuberculosis era una enfermedad infecciosa. Villemin nació en el departamento de Vosges, y estudió medicina en la Escuela Militar de Medicina de Estrasburgo, obteniendo el título de médico militar en 1853. Posteriormente ejercería como profesor agregado en el Hospital Militar de Val-de-Grâce en París. En 1874 entra a formar parte de la Academia Francesa de Medicina, siendo nombrado vicepresidente de la misma en 1891.
En marzo de 1865 comienza sus experimentos inoculando material purulento de humanos infectados a conejos de laboratorio. Publicó sus resultados en el tratado titulado Etudes sur la Tuberculosis (Estudios sobre la Tuberculosis). En ese trabajo describe la transmisión de la enfermedad de humanos a conejos, de vacas a conejos, y de conejos entre sí. Sin embargo sus observaciones tardarían algunos años en ser aceptadas por la comunidad científica. Se le atribuye ser el primero en emplear el término "antibiótico".

## Obra
- Études sur la Tuberculose; Preuves Rationnelles et Expérimentales de sa Spécificité et Son Inoculabilité. París: J. B. Bailliere; 1868

- Datos: Q3163729
- Multimedia: Jean-Antoine Villemin / Q3163729